# ألكازار

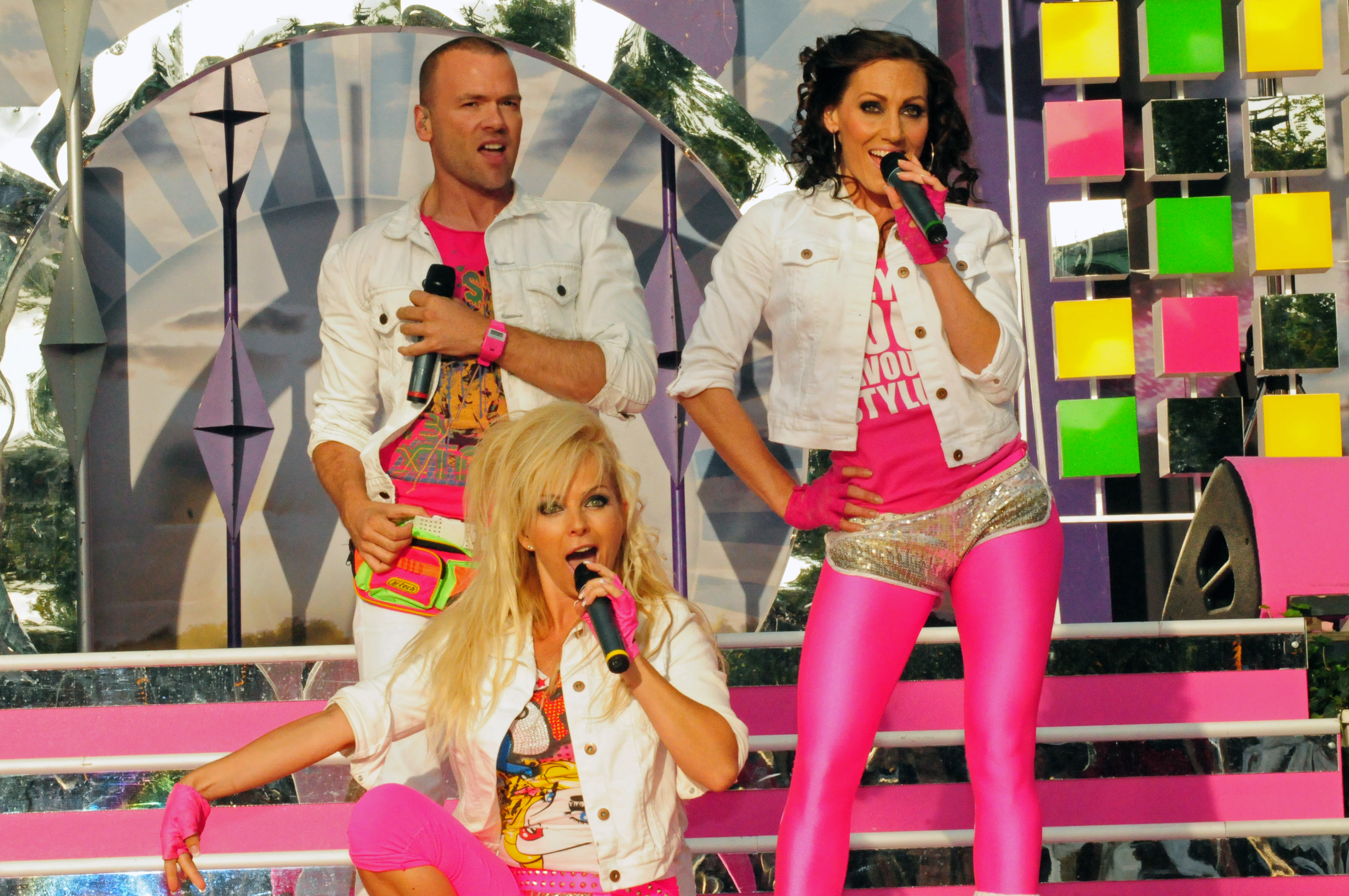
ألكازار في 2009

ألكازار (بالسويدية: Alcazar) وهي فرقة يورودانس سويدية ثلاثية، تأسست الفرقة في سنة 1998 وتتكون من كل من أندرياس لوندستيت وتيز ميركل وأنيكا كايغراد وتعتبر من أشهر وأكثر الفرق نجاحا في السويد وفي دول أخرى، حققوا عدة مكاسب ما بين سنتي 2001 و 2004 حيث باعوا أكثر من 12 مليون تسجيل وحققت أغنيتهم crying the discoteque شعبية كبيرة على مستوى العالم ونالت شعبية في الولايات المتحدة والبرازيل وأستراليا واليابان وفي معظم الدول الأوروبية، تفككت الفرقة في سنة 2011 وعادوا مرة أخرى في 2013.

## روابط خارجية
- ألكازار على موقع IMDb (الإنجليزية)
- ألكازار على موقع ميوزك برينز (الإنجليزية)
- ألكازار على موقع أول ميوزيك (الإنجليزية)
- ألكازار على موقع ديسكوغز (الإنجليزية)